# 나가타 모에
나가타 모에(일본어: 永田 萌絵, 1997년 6월 20일~)는 일본의 여자 농구 선수로 포지션은 포워드이다. 현재 한국여자프로농구의 청주 KB 스타즈에서 활동하고 있다.

## 선수 경력
사세보시립가스가초등학교 때 농구를 시작했으며, 사세보시립시미즈중학교 때 나가사키현 4강에 올랐다. 나가사키상업고등학교에 진학해서는, 2015년의 3학년 때에 여자 U-18 일본 대표 후보로 선발되었다. 고등학교에서는 2, 3학년 때에 국민체육대회를 완수했지만, 전국 고등학교 종합 체육대회나 전국 고등학교 농구 선발 우승 대회에는 출전하지 못했다. 도쿄의료보건대학에 진학하자 3학년 때는 아시아 경기에 출전하는 일본 B대표로 선발되어 동메달을 획득했다. 4학년 때에는 주장으로서 전국대회 3연패를 완수함과 동시에 2년 연속 MVP에 선출되었다. 같은 4학년 때인 2019년, U-23 3x3 여자 일본 대표로 3×3 U-23 월드컵에 출전해 금메달을 획득했다. 이 대회에서의 우승은 남녀 전 부문을 통틀어 일본 선수 최초의 세계 대회 우승이었다. 2020년 나가사키현 스포츠 특별상을 수상했다.
2020년 1월, 일본여자농구리그 도요타 안텔롭스에 얼리엔트리로 입단했다. 20-21, 21-22 두 시즌 동안 교체 선수로서 2년 연속 플레이오프 우승에 기여했다. 2021년 8월에는 일본 대표 후보로 선출되었다.
더 시합에 나가고 싶다는 생각에서 2022년, 덴소 아이리스로 이적했다. 덴소는 2022-23 정규 시즌에서 1위(나가타는 전 26경기에 출전)였지만 플레이오프 세미 파이널에서 에네오스 선플라워즈에 패했다. 2023-24 정규 시즌에서는 2위가 되어(26경기중 18경기에 출전), 플레이오프 세미 파이널에서 에네오스를 이기고 파이널에 올랐지만 후지츠에 패해 준우승을 했다. 시즌을 마치고, 2024년 4월 29일, 자유계약 선수로 공시되었다.
2024년 6월 29일 일본에서 열린 2024-2025 한국여자프로농구 아시아쿼터선수 드래프트에서 전체 5순위로 KB 스타즈에 지명되어 대한민국 프로무대에 입성하였다.